# Andy Milonakis
Andy Milonakis (Katonah (New York), 30 januari 1976) is een Amerikaans acteur, bekend van het MTV-programma The Andy Milonakis Show. Milonakis heeft tegenwoordig geen televisieshows meer, maar werkt vooral op YouTube. Zo heeft hij een eigen kookprogramma op een kanaal genaamd MUNCHIES, wat behoort tot het VICE netwerk. In december 2016 maakt Milonakis bekend dat hij een co-host wordt op de "Baited podcast", samen met youtubers Anything4views en Keemstar. Tegenwoordig staat Milonakis bekend om zijn IRL Livestreams op de website Twitch.

## Uiterlijk
Milonakis heeft het uiterlijk van een puber, maar is een volwassene. Dit komt omdat hij een groeihormoondeficiëntie heeft.
- Bibliothèque nationale de France: cb16621802k (data)
- International Standard Name Identifier: 0000 0000 3993 3036
- Library of Congress Control Number: n2007072519
- MusicBrainz: b2755061-2107-4643-b9a5-041d62fc3e3a
- Virtual International Authority File: 9302527
- WorldCat: E39PBJktrdt6FbV9KHpbHyrKBP